# Maggie Siu
Maggie Siu Mei Kei (chinois : 邵美琪 ; pinyin : Shào Měiqí) est une actrice née à Hong Kong le 27 février 1965. Son nom officiel en anglais est Maggie Shiu et elle apparaît parfois aussi comme Maggie Shaw.

## Carrière
Elle débuta en 1985 à la Television Broadcasts Limited (TVB) de Hong Kong. Elle interpréta une grande variété de rôles dans des séries télévisées et au cinéma. Le public de Hong Kong se rappelle encore sa première apparition dans la vidéo de Jacky Cheung 輕撫你的臉 en 1985, et de son rôle de la Princesse Fragrant dans "Take Care, Your Highness." (1985). Dans les autres pays sinophones, Maggie Siu s'est fait connaître grâce à des rôles comme celui de 小昭 (Xiao Zhao / Siu Ciu) dans The New Heaven Sword and Dragon Sabre, de 石伊明 (Shi Yi Ming / Shek Yi Ming) dans Blood of Good and Evil, de 展翹 (Zhan Qiao / Cin Kiu) dans The Breaking Point, de 韋海怡 (Wei Hai Yi / Wai Hoi Yi) dans Conscience, de 万安生 (Anson Man) dans Healing Hands et de la femme de Big D dans Election.
Elle a été nommée aux Hong Kong Film Awards de 2004 pour le rôle de l'officier de police Kat dans PTU de Johnnie To, puis en 2005 pour Breaking News et en 2006 pour Election. En 2007 elle a été nommée comme Meilleur second rôle féminin aux Golden Horse Award de Taïwan pour le rôle de Madame Fong dans Eye in the Sky.

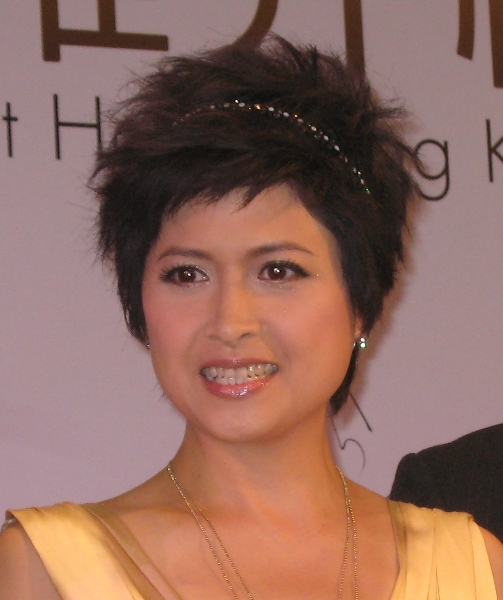
Maggie Siu en décembre 2008.

En 2007 elle est apparue dans Gong Tau: an Oriental Black Magic, Eye in the Sky et The Exodus. En 2008, on devrait la voir dans Linger, Tactical Unit et Fatal Move. Elle tourne actuellement une série en 80 épisodes pour la TVB, The Gems of Life (ou Jewel's Splendor).

## Filmographie

### Cinéma
- 《花心三劍俠》 Unfaithfully Yours (1989)
- 《捉鬼專門店》 Ghost for Sale (1991)
- 《92 黑玫瑰對黑玫瑰》 La Rose noire (1992)
- 《夥頭福星》 Shogun And Little Kitchen (1992)
- 《蠍子策反行動》 Sting of The Scorpion (1992)
- 《蠍子滅殺行動》  Murders Made to Order (1993)
- 《沈默的姑娘》 The Wrath of Silence (1994)
- 《暗花》 The Longest Nite (1998)
- 《飆車之車神傳說》 Roaring Wheels (2000)
- 《廢柴同盟》 The Loser's Club (2001)
- PTU (2003)
- 《大事件》 Breaking News (2004)
- 《黑社會》 Election (2005)
- 《凶宅》 Hung chak (2005)
- 《最愛女人購物狂》 The Shopaholics (2006)
- 《天生一對》 2 Become 1 (2006)
- 《降頭》 Gong Tau: An Oriental Black Magic (2007)
- 《跟蹤》 Eye in the Sky (2007)
- 《出埃及記》 The Exodus (2007)
- 《蝴蝶飛》 Linger (2008)
- 《機動部隊》 Tactical Unit (2008)
- 《奪帥》 Fatal Move (2008)
- 2009 : Vengeance de Johnnie To
- 2010 : 72 Tenants of Prosperity
- 2015 : Port of Call

### Séries télévisées
- 《中四丁班》Class of 4D (1985)
- 《皇上保重》Take Care, Your Highness (1985)
- 《開心女鬼》Happy Spirit (1985)
- 《銀色旅途》Movie Maze (1986)
- 《薛剛反唐》Suet Gwong Fan Tong (1986)
- 《孖寶太子》Ma Bo Tai Ji (1986)
- 《北斗前鋒》Buk Dao Chin Fung (1986)
- 《倚天屠龍刀》The New Heaven Sword and Dragon Sabre (1986)
- 《大班密令》The S.I.B File (1987)
- 《少林與詠春》Shalin and Wing Chun a.k.a The Formidable Lady of Shaolin (1987)
- 《獵鯊行動》Lip Sa Hung Dung (1987)
- 《飲馬江湖》The Conspiracy (1987)
- 《天狼劫》Tin Long Kip (1988)
- 《旭日背後》Yuk Yut Bui Hau (1988)
- 《當代男兒》And Yet We Live (1988)
- 《阿德也瘋狂》Tribute to Life (1988)
- 《兵權》 Bing Kuen (1988)
- 《義不容情》 Looking Back in Anger (1989)
- 《愛情三角錯》 Triangular Entanglement (1990)
- 《劍魔獨孤求敗》 Kim Mo Duk Ku Kau Pai (1990)
- 《我本善良》 Blood of Good and Evil (1990)
- 《奇幻人間世》 The Serpentine Romance (1990)
- 《自梳女》 Silken Hands (1990)
- 《燃燒歲月》 A Time of Taste (1990)
- 《飛越官場》 An Elite's Choice (1990)
- 《今生無悔》 The Breaking Point (1991)
- 《打工貴族》 Da Gung Gui Ju (1991)
- 《藍色風暴》 The Survivor (1992)
- 《龍的天空》 The Change of Time (1992)
- 《九反威龍》 Crime Fighters (1992)
- 《九彩霸王花》 Yang's Women Warrior (1993)
- 《梟情》 The Hero from Shanghai (1993)
- 《第三類法庭》 Conscience (1994)
- 《包青天》 Justice Bao (1995)
- 《再見艷陽天》 The Good Old Days (1995)
- 《俠義見青天》 Taiwan production ; period/classical drama (1994)
- 《黃飛鴻》 Wong Fei Hung (1996)
- 《網上有情人》 Web of Love (1998)
- 《反黑先鋒》 Anti-Crime Squad (1999)
- 《刑事偵緝檔案IV》 Detective Investigation Files IV (1999)
- 《雪山飛狐》 The Flying Fox of the Snowy Mountain 1999 (1999)
- 《創世紀》 'At the Threshold of an Era (1999)
- 《創世紀 II》 At the Threshold of an Era II (2000)
- 《妙手仁心II》 Healing Hands II (2000)
- 《蕭十一郎》 Treasure Raiders (2002)
- 《紅衣手記》 The White Flame (2002)
- 《英雄刀少年》 Find the Light (2003)
- 《帝女花》 Perish In The Name Of Love (2003)
- 《皆大歡喜》 Virtues of Harmony (2001)
- 《翡翠戀曲》 Hard Fate (2004)
- 《廉政行動2004》之《獵戶天龍》 ICAC Investigators (2004)
- 《妙手仁心III》 Healing Hands III (2005)
- 《佛山贊師父》 Real Kung Fu (2005)
- 《火舞黃沙》 The Dance of Passion (2006)
- 《CIB刑事情報科》 CIB Files (2006)
- 《通天干探》 The Ultimate Crime Fighter (2007)
- 《珠光寶氣》 The Gem of Life (ou The Splendour of Jewels) (en tournage - 2007)

### Films télévisés
- 《狗纹龙爸爸》 Call Me Scoundrel 夏雨 (1992)
- 《死角》 Dead End (1992) 郭晋安、曾江 (1992)
- 《律政皇庭》 Edge of Justice 刘青云、郭晋安
- 《爱情加油站》 Touches of Love 刘晓彤、王喜 （1994）
- 《今年我一定嫁得出》 This Year I Will Marry 梁佩湖、李国麟 （1994）
- 《岁月情真》 Those Were The Days 吴镇宇、林保怡 （1995）
- 《铁翼惊情》 Unbearable Height 林保怡、郭羡妮、黄佩霞、唐文龙 （2001）

### Vidéos musicales
- 张学友 Jacky Cheung's 《轻抚你的脸》 & 《情已逝》 (1985)
- 谭咏麟 Alan Tam's《爱念》 (1986)
- 蔡枫华 Ken Choi's《爱不是游戏》(1986)
- 张学友 Jacky Cheung, 钟镇涛 Kenny B、蔡国权 Terrence Choi's 《爱情组曲》 (1986)
- 林子祥 George Lam's《愛到發燒》(1986)

## Radio
- RTHK《原野》avec Deric Wan & Jacky Cheung （1995）
- RTHK《狮子下山》avec David Shiu & Choi Kar Lei （1995）
- RTHK《查某人》 avec Andy Lau & Lam San San （1997）

## Théâtre
- 《花心大丈夫》avec Chow Yun-fat, Sean Lau et Fu Yuk Cing (1996)